# Brit Engineering Works
Brit Engineering Works, zuvor Hunt’s Steam Sawmills & Carriage Accessories und E. A. Chard & Company, war ein britischer Hersteller von Bootsmotoren und Automobilen.

## Unternehmensgeschichte
John Hunt hatte bereits in Bedminster mit Maschinen experimentiert. 1902 gründete er in Bridport das Unternehmen Hunt’s Steam Sawmills & Carriage Accessories und begann mit der Produktion von Automobilen. Der Markenname lautete Brit. Später kamen Bootsmotoren dazu. 1903 erfolgte die Umfirmierung in E. A. Chard & Company 1905 endete die Automobilproduktion. Spätestens seit 1935 lautete die Firmierung Brit Engineering Works Ltd. Die Produktion von Bootsmotoren lief noch bis 1963.

## Fahrzeuge
Das erste Modell basierte auf einem Modell von Daimler. Hunt montierte einen selbst entwickelten Zweizylindermotor und einen größeren Kühler. Außerdem änderte er die Lenkung. Später bot er selbst entwickelte Fahrzeuge an.